# Marion Carel
Pour les articles homonymes, voir Carel.
Marion Carel, née le 5 mars 1963, est une linguiste française.

## Biographie
Elle soutient en 1992 une thèse en linguistique (Vers une formalisation de la théorie de l’argumentation dans la langue), avant de devenir maître de conférences puis directrice d'études à l’EHESS.

## Travaux
Elle développe la théorie des blocs sémantiques (TBS) dans sa thèse en 1992, puis dans plusieurs articles dans les années 1990 et au début des années 2000,. Cette théorie reprend certains acquis de la théorie de l'argumentation dans la langue de Jean-Claude Ansombre et Oswald Ducrot.

## Publications

### Ouvrages
- Parler, Pontes editores, 2023
- Cours de sémantique argumentative, avec Louise Behe, Corentin Denuc et Julio Cesar Machado, Pedro e Joao Editores, 2021
- L'entrelacement argumentatif, Honoré Champion, 2011
- Les facettes du dire : hommage à Oswald Ducrot, préparé par Marion Carel, Kimé, 2002